# 히자니 히문데
히자니 히문데(영어: Hijani Himoonde, 1986년 8월 1일 ~ )는 히차니 히문데(영어: Hichani Himoonde)로도 알려진 잠비아의 전 프로 축구 선수로 수비수로 활약했다. 2006년과 2013년 사이에 그는 잠비아 국가대표팀에서 1골을 넣으며 42번의 FIFA 공식 경기에 출전했다.

## 구단 경력
2006년 루사카 다이너모스에서 선수가 된 후, 그는 잠비아의 클럽에서 클럽으로 옮겼다. 2010년, 그는 콩고 민주 공화국의 TP 마젬베로 이적했다. 2014년, 그는 프리미어 사커 리그의 마멜로디 선다운스로 이적했다.

## 국가대표팀 경력
그는 2007년 6월 9일, 탄자니아와의 경기에서 잠비아 국가대표팀에 첫 출전했다. 그는 2008년 아프리카 네이션스컵에서 카메룬과의 경기에서 데뷔 전을 치렀다.

## 수상
잠비아
- 아프리카 네이션스컵 : 2012